# Calanda
Calanda là một đô thị trong tỉnh Teruel, Aragon, Tây Ban Nha.